# ジェフ・ピアソン
ジェフ・ピアソン（Geoff Pierson、1949年6月16日 - ）はアメリカ合衆国出身の俳優。

## 来歴・人物
イリノイ州シカゴに7人兄弟の1人として生まれる。フォーダム大学及びイェール大学卒。
1990年代頃より『ザ・ホワイトハウス』『デクスター 警察官は殺人鬼』『キャッスル 〜ミステリー作家は事件がお好き』『Life 真実へのパズル』など人気テレビシリーズへの出演が多くなり、キーファー・サザーランド主演のテレビシリーズ、『24 -TWENTY FOUR-』のシーズン3・4ではジョン・キーラー大統領を演じた事で知られる。
近年では『サバイバー: 宿命の大統領』において元大統領役で出演するなど重厚で地位の高い役どころを多数演じている。
また映画においても2008年にクリント・イーストウッドが監督を務めた『チェンジリング』、2011年には伝記映画の『J・エドガー』へ出演するなど活躍している。
プライベートでは5人の子供がいる。

## 主な出演作品

### 映画
- 天国の約束 Tengoku no yakusoku (1995)
- がんばれ!ビーバー Leave It to Beaver (1997)
- ホットゾーン Venomous (2001) - アーサー・マンチェック准将
- エネミー・ライン Behind Enemy Lines (2001) - ドネリー提督
- 特捜刑事 スパルタン Spartan (2004)
- ポセイドン・アドベンチャー The Poseidon Adventure (2005) - ジェニングス提督
- リベンジ 極限制裁 Already Dead (2007)
- ゲット スマート Get Smart (2008) - 副大統領
- チェンジリング Changeling (2008) - サミー・ハーン弁護士
- ディア・ダディ 嘘つき父さんの秘密 World's Greatest Dad (2009) - アンダーソン校長
- J・エドガー J. Edgar (2011) - A・ミッチェル・パーマー
- ジャックとジル Jack and Jill (2011) - カーター・シモンズ
- ゴッド・ブレス・アメリカ God Bless America (2012)
- リベンジ・オブ・ザ・グリーン・ドラゴン Revenge of the Green Dragons（2014）
- サヨナラの代わりに You're Not You (2014) - ケイトの父
- ハリウッド・スキャンダル Rules Don't Apply (2016)
- キリング・レーガン Killing Reagan (2016)
- 僕のミッシー The Wrong Missy (2020) - ジャック・ウィンストン

### テレビドラマ
- エイリアン・ネイション Alien Nation (1990)
- サンフランシスコの空の下 Party of Five (1994)
- 刑事ナッシュ・ブリッジス Nash Bridges (2000) - マックス・ペティット本部長補佐
- サブリナ Sabrina, the Teenage Witch (2001) - ウェイン・バニング大統領
- ザ・ホワイトハウス The West Wing (2002-2003)
- 名探偵モンク Monk (2004)
- デスパレートな妻たち Desperate Housewives (2005)
- 24 -TWENTY FOUR- 24 (2003-2005) - ジョン・キーラー大統領
- クリミナル・マインド FBI行動分析課 Criminal Minds (2006) - マックス・ライアン
- NCIS 〜ネイビー犯罪捜査班 NCIS: Naval Criminal Investigative Service (2006) - ロイ・カーバー
- ミディアム 霊能者アリソン・デュボア Medium (2008) - サム・ウィンターズ
- Life 真実へのパズル Life (2008) - チャーリー・クルーズ・Sr
- メンタリスト The Mentalist (2009)
- デクスター 警察官は殺人鬼 Dexter (2006-2013) - トム・マシューズ
- FRINGE/フリンジ Fringe (2010) - アーノルド・マクファーデン
- ボードウォーク・エンパイア 欲望の街 Boardwalk Empire (2010-2012) - ウォルター・エッジ上院議員
- ヤング・ジャスティス Young Justice (2012)
- リベンジ Revenge (2013) - ロバート・バーンズ
- THE BRINK/史上最低の作戦 The Brink (2015)
- キャッスル 〜ミステリー作家は事件がお好き Castle (2011-2015) - マイケル・スミス
- PERSON of INTEREST 犯罪予知ユニット Person of Interest (2016)
- サバイバー: 宿命の大統領 Designated Survivor (2017-2018) - コーネリアス・モス
- HOMELAND Homeland (2018) - リチャード・イームズ上院議員
- シティ・オン・ファイア City on Fire (2023) - ビル・シニア

### 声の出演
- Star Wars: The Old Republic (2011) ※ビデオゲーム
- バットマン:バッド・ブラッド Batman: Bad Blood (2016) - ジェイコブ・ケイン ※アニメーション